# Pečovská Nová Ves
Pečovská Nová Ves este o comună slovacă, aflată în districtul Sabinov din regiunea Prešov. Localitatea se află la altitudinea de 343 m deasupra n.m., se întinde pe o suprafață de 11,75 km2 și în 2017 număra 2.763 de locuitori.

## Istoric
Localitatea Pečovská Nová Ves este atestată documentar din 1248.

## Demografie
| An:                | 1994 | 2004   | 2014    | 2024   |
| ------------------ | ---- | ------ | ------- | ------ |
| Număr de persoane: | 2122 | 2264   | 2677    | 2903   |
| Diferență:         |      | +6,69% | +18,24% | +8,44% |

| An:                | 2023 | 2024   |
| ------------------ | ---- | ------ |
| Număr de persoane: | 2875 | 2903   |
| Diferență:         |      | +0,97% |